# Asiaephorus
Asiaephorus là một chi bướm đêm thuộc họ Pterophoridae.

## Các loài
- Asiaephorus extremus Gielis, 2003
- Asiaephorus longicucullus Gielis, 2000
- Asiaephorus sythoffi (Snellen, 1903)